# Il giardino dei Finzi-Contini
Il giardino dei Finzi-Contini è un romanzo di Giorgio Bassani del 1962 vincitore del premio Viareggio.
Dal romanzo è stato tratto il film omonimo, diretto da Vittorio De Sica nel 1970 e alla cui sceneggiatura collaborò lo stesso Bassani.

## Storia editoriale
La prima stesura avvenne a Santa Marinella (Roma), all'Hotel Le Najadi. Il romanzo fu pubblicato nel 1962 dalla Giulio Einaudi Editore: presentava in copertina la pittura a olio su tela Nu couché bleu, del 1955, di Nicolas De Staël e, a pagina 88 a fronte, la riproduzione dell'acquaforte Campo di tennis di Giorgio Morandi del 1923. 
Nel 1974 Il giardino dei Finzi-Contini confluì, con numerose varianti, nella trilogia Il romanzo di Ferrara come terza parte della raccolta, nella quale l'autore accolse romanzi e racconti lì ambientati. Nuove modifiche furono operate da Bassani per l'edizione del 1976; altre ingenti variazioni apparvero pure nell'edizione definitiva del 1980.
Il primo testo narrante le vicende della famiglia Finzi-Contini venne pubblicato sul numero di febbraio della rivista Il caffè politico e letterario nel 1955, con il titolo Il giardino dei Finzi-Contini (Primo appunto); qui il protagonista è un giovane ingegnere milanese, di nome Sandonnino, mandato a Ferrara a lavorare in una fabbrica di gomma sintetica; le vicende sono narrate in terza persona, secondo la prospettiva del protagonista (mentre nella stesura definitiva è utilizzata la prima persona dell'io narrante).
L'ideazione dell'opera nella seconda metà degli anni Cinquanta ha portato a un crossover con un altro romanzo pubblicato nello stesso periodo: verso la fine del libro, infatti, durante una conversazione con Giampiero Malnate, l'io narrante gli racconta di un episodio accaduto poco tempo prima ad un otorinolaringoiatra ferrarese accusato di essere omosessuale e suicidatosi per il peso dell'accusa; questo personaggio è il dottor Fadigati, protagonista del romanzo bassaniano Gli occhiali d'oro (1958).
Genesi
Il racconto sarebbe ispirato alla storia vera di Silvio Magrini, presidente della comunità ebraica di Ferrara dal 1930, e della sua famiglia: la moglie Albertina, l'anziana suocera Elisa, la figlia Giuliana (non identificata, però, con la Micòl del romanzo) e il figlio Uberto. Borghesi, benestanti, di spirito patriottico (Silvio partì volontario nella Grande Guerra), essi abitavano nel palazzo ferrarese posto al numero civico 76 di via Borgo dei Leoni. Il palazzo disponeva di un giardino e di un campo da tennis, pur presentando caratteristiche molto diverse dalla magna domus descritta nel romanzo. Rimasta nella città estense dopo la promulgazione delle leggi razziali del 1938, la famiglia Magrini, in seguito all'armistizio dell'8 settembre 1943 ed all'occupazione nazista del Paese, subì il destino persecutorio di tanti altri ebrei italiani. Silvio venne ricoverato a settembre nell'ospedale Sant'Anna, dove fu arrestato dai nazifascisti il 15 novembre e deportato nel campo di transito di Fossoli (in provincia di Modena); qui il 26 febbraio 1944 venne caricato su un treno per essere deportato ad Auschwitz col primo convoglio di italiani, per poi essere ucciso all'arrivo. La moglie Albertina, rimasta inizialmente in campagna con la vecchia madre, scoprì all'inizio del 1944 dell'arresto del marito e, angosciata per la sua sorte, tornò a Ferrara; nel marzo del 1944 fu arrestata da un gruppo di fascisti nella sua casa di via Borgo dei Leoni e finì anche lei deportata e uccisa ad Auschwitz.
A confermarlo ci sarebbe un dossier trovato dentro ad uno degli armadi in acciaio dell'archivio nazista, oggi conservato presso l'Istituto per la ricerca internazionale della Croce Rossa (ITS) di Bad Arolsen, in Germania; ulteriore conferma ne dà anche Andrea Pesaro, nipote di Silvio Magrini, nonché presidente della comunità ebraica di Ferrara. Inoltre, lo stesso autore Giorgio Bassani, in un'intervista rilasciata al quotidiano Il Resto del Carlino pochi anni prima di morire, dichiarò che la famiglia ferrarese protagonista del suo famoso romanzo era veramente esistita: «Mi sono ispirato alla famiglia del vecchio professore Magrini».
Una fonte di ispirazione per Bassani fu rappresentata anche dall'esperienza come redattore della rivista letteraria Botteghe Oscure, fondata da Marguerite Chapin, moglie dell'ultimo duca di Sermoneta Roffredo Caetani. Qui conobbe il Giardino di Ninfa, legato alla memoria degli ultimi Caetani e delle loro vicende, che portarono all'estinzione della famiglia.

## Trama

### Prologo
L'inizio del romanzo è ambientato nel 1957 presso la necropoli etrusca di Cerveteri, vicino a Roma, dove il protagonista - io narrante - si trova in gita domenicale assieme ad un gruppo di amici. Osservando le tombe etrusche, il suo pensiero corre al cimitero ebraico di Ferrara in via Montebello e alla tomba monumentale dei Finzi-Contini, riportandogli così alla memoria il tragico destino che ha travolto i membri di questa famiglia, oramai dimenticata.

### I
I Finzi-Contini sono una famiglia ricchissima appartenente all'alta borghesia, che vive nella fiorente comunità ebraica di Ferrara: possiedono una grande villa, con un enorme giardino e un campo da tennis, circondata da muraglioni e cancelli. Il giardino «spaziava per quasi dieci ettari fin sotto le mura degli Angeli, da una parte, e fino alla barriera di Porta San Benedetto, dall'altra». La famiglia è composta dal professor Ermanno, sua moglie Olga, i figli Guido (morto all'età di sei anni in seguito ad un attacco di paralisi infantile), Alberto e Micòl e infine l'anziana nonna Regina; ha inoltre alle sue dipendenze molti domestici che lavorano nel loro grande giardino, tra cui il vecchio e fedele contadino veneto Perotti, che è il tuttofare della casa.
Da bambino, il protagonista (anche lui ebreo, ma appartenente alla media borghesia) riesce a frequentare poco Alberto e Micòl (pressoché suoi coetanei) a causa dell'atteggiamento iperprotettivo da parte dei loro genitori, che li costringono a vivere in una sorta di isolamento sociale (ad esempio i due non frequentavano la scuola pubblica ma studiavano in casa, perché «la mamma ha sempre avuto l'ossessione dei microbi. Diceva che le scuole sono fatte apposta per spargere le malattie più orrende», nota ironica la piccola Micòl). Le poche occasioni di incontro sono le festività ebraiche e le riunioni al Tempio, durante le quali il protagonista e Micòl si scambiano sguardi densi di reciproco interesse. Nel giugno 1929, tuttavia, avviene un primo significativo incontro: in occasione dell'uscita dei tabelloni delle promozioni (l'io narrante frequenta il ginnasio), il protagonista scopre di essere stato rimandato in matematica; disperato, non vuole ripresentarsi a casa: scappa e inizia a vagabondare per la città, finendo per giungere davanti al muro di cinta che delimita il giardino dei Finzi-Contini. Qui incontra, affacciata, Micòl, ormai tredicenne, che riesce a consolarlo e persino a distrarlo dal suo stato d'animo e lo invita a scavalcare il muro per entrare nel giardino. Per la prima volta il protagonista sente di provare per la giovane un sentimento più forte dell'amicizia e sogna, e allo stesso tempo dispera, di riuscire a darle un bacio, ma poi la ragazza viene richiamata da Perotti e l'occasione sfuma.

### II
A questo punto la narrazione fa un salto temporale in avanti di una decina d'anni, ovvero al 1938, anno dell'emanazione delle leggi razziali e della conseguente discriminazione degli ebrei. A causa di queste il protagonista viene allontanato dal club di tennis che era solito frequentare, l'Eleonora d'Este, ma viene subito accolto da Alberto e Micòl nel gruppo di giovani, per lo più ebrei e loro coetanei, con cui erano soliti giocare nel loro campo da tennis della «magna domus» (così chiamata familiarmente dai membri di casa Finzi-Contini). Frequenta il gruppo anche Giampiero Malnate, un giovane attivista politico milanese che lavora come chimico in una fabbrica della zona industriale di Ferrara e con cui Alberto stringe una grande amicizia (a tratti equivoca). Insieme, i giovani trascorrono spensierati pomeriggi nell'atmosfera incantata ed idilliaca del giardino, disputando lunghe partite a tennis e dilettati dalla signorile ospitalità dei padroni di casa.
Durante questo periodo il protagonista e la giovane Micòl hanno l'occasione di passare molto tempo assieme; fanno lunghe escursioni in giardino, parlano e rafforzano sempre più la loro intesa, ma la timidezza e il timore di un rifiuto della giovane fanno sfumare l'ennesima occasione che il protagonista ha per dichiarare apertamente il suo amore, quella in cui i due si trovano chiusi in una vecchia carrozza all'interno della rimessa.

### III
Il rimorso per il mancato coraggio dimostrato in quell'occasione viene aggravato dalla decisione di Micòl di trasferirsi a Venezia per completare la tesi di laurea. Nonostante l'atterrimento dato dall'improvvisa partenza dell'amata (avvenuta il giorno dopo l'episodio della carrozza), il protagonista continua a frequentare casa Finzi-Contini: da una parte per completare anche lui la tesi di laurea (il professore Ermanno gli aveva messo a disposizione l'intera biblioteca) e dall'altra per non perdere il contatto con Micòl (anche solo attraverso gli oggetti e i luoghi da lei frequentati in quella casa). Durante questo periodo il protagonista approfondisce la sua conoscenza con «il» Malnate, partecipando attivamente ai salotti organizzati in casa di Alberto.
In occasione di Pesach (la Pasqua ebraica) Micòl torna a casa e, subito avvertito da Alberto di «una grande sorpresa», il protagonista abbandona la cena di famiglia per raggiungere casa Finzi-Contini. Micòl, con la consueta familiarità, lo accoglie all'ingresso: egli prende coraggio e si precipita ad abbracciarla e, travolto dalla gioia, finalmente la bacia sulle labbra. Micòl, però, lo respinge, ma senza colpevolizzarlo.

### IV
Il protagonista capisce di avere incrinato il suo rapporto con Micòl, la quale da questo momento assume nei suoi confronti un atteggiamento del tutto freddo e distaccato. Tuttavia egli non rinuncia al suo amore e perciò continua a frequentare il giardino e la compagnia, tormentando la ragazza con continui tentativi di contatto fisico (dando vita a quelle che lei chiama «scene coniugali»), cercando persino di indurla a concedersi, ma Micòl lo respinge ancora e, a questo punto, gli chiarisce il motivo del suo comportamento, lo stesso che tempo prima l'aveva indotta a fuggire a Venezia senza dirgli nulla: gli spiega che il giorno in cui erano rimasti chiusi nella carrozza aveva capito che il loro rapporto di amicizia si stava trasformando in qualcos'altro, e che questo l'aveva spaventata tanto da indurla a scappare, sperando che la situazione si risolvesse da sé e tutto tornasse come prima. Gli spiega anche che, malgrado lei da bambina avesse avuto una cotta (uno «striscio») per lui, tra di loro non sarebbe potuto esserci altro che amicizia per la loro somiglianza caratteriale, quasi come fratello e sorella, «stupidamente onesti entrambi, uguali in tutto e per tutto come due gocce d'acqua» ed entrambi con il "vizio" di vagheggiare il passato. Il protagonista, però, non vuole credere alla verità appena udita e anzi preferisce darsi una spiegazione più facile da accettare: l'esistenza di un altro uomo. Glielo dice francamente e Micòl reagisce pregandolo di diradare le sue visite fino a non presentarsi più. Questo segna la rottura definitiva del loro rapporto.
Lontano da casa Finzi-Contini il protagonista inizia a frequentare Giampiero Malnate, diventando suo amico (nonostante i due, durante i salotti in casa di Alberto, si dimostrassero acerrimi rivali, almeno in materia politica). Durante uno dei loro incontri Malnate lo porta in un postribolo e questo segna il culmine del processo di degradazione in cui il protagonista è sprofondato dopo la rottura del rapporto con Micòl.

Rientrato a casa il protagonista ha una conversazione franca con il padre, al quale spiega tutto, compreso il tormentato rapporto con Micòl. L'anziano genitore, dimostrandosi innanzitutto amorevole e comprensivo, gli consiglia di porre fine ad ogni legame con i Finzi-Contini, troppo diversi da lui, e anche con Malnate, spingendolo invece a pensare al suo futuro. Nonostante la ferma decisione di non recarsi più dai Finzi-Contini e di tornare a dedicarsi ai suoi doveri e alla sua vocazione di letterato e scrittore, il protagonista, durante uno dei suoi vagabondaggi notturni, si ritrova inconsciamente davanti al muro di cinta della magna domus, quasi a rievocare l'episodio di dieci anni prima, quando una giovanissima Micòl a cavalcioni del muro lo invitava ad arrampicarsi per entrare nel giardino. A differenza di allora, questa volta decide di scavalcare per fare un'ultima visita al luogo. Qui è pervaso da uno strano senso di pace e, arrivato di fronte alla rimessa, viene subito colpito dalla convinzione che Micòl ricevesse di notte, in segreto, Malnate, spiegando così sia la presenza di una scala appoggiata al muro di cinta (come per agevolarne la valicata), sia l'improvviso atteggiamento confidenziale e complice della ragazza nei confronti del giovane milanese e l'altrettanto repentino atteggiamento ostile di Alberto per "il Giampi" (lui che lo aveva sempre ammirato); il protagonista finisce per accettare questo pensiero con distacco, quasi con serenità: 

### Epilogo
Il romanzo si chiude con l'amaro ricordo della seconda guerra mondiale e del tragico destino spettato a tutti i membri della famiglia Finzi-Contini. Alberto, già da tempo malato di linfogranuloma maligno, muore nel 1942 e sarà l'unico a riposare nella tomba di famiglia progettata dall'antenato architetto Moisè Finzi-Contini. L'intera famiglia Finzi-Contini viene catturata nell'autunno del 1943 dalle autorità della Repubblica di Salò e, dopo un breve periodo trascorso nel carcere ferrarese di via Piangipane, sarà deportata nei campi di concentramento prima di Fossoli (Carpi), poi della Germania, destinati a morire nei lager nazisti. Infine, viene ricordato anche l'amaro destino di Giampiero Malnate che, arruolato nel 1941 nel corpo di spedizione italiano inviato in Russia (CSIR) non ne avrebbe fatto ritorno.

## Personaggi
- Io narrante: tutte le vicende del romanzo sono raccontate in prima persona dal punto di vista dell'io narrante, allo stesso tempo regista e personaggio del romanzo. Il narratore non fornisce alcuna informazione sulla propria identità (benché si tenda ad identificarlo con lo stesso Giorgio Bassani[1]), se non che è un ebreo della media borghesia, appartenente alla comunità israelitica ferrarese della fine degli anni trenta. Riesce a scampare agli orrori della Seconda Guerra Mondiale. Intelligente, timido e a tratti introverso, fin da bambino prova una segreta ammirazione verso la famiglia dei Finzi-Contini e attrazione per Micòl.
- Micòl: una giovane molto bella, colta e intelligente, dall'aspetto straniero, nordeuropeo («i capelli biondi e leggeri, striati di ciocche quasi canute, le iridi celesti, quasi scandinave, la pelle color del miele, e sul petto, balenando ogni tanto fuori dallo scollo della maglietta, il piccolo disco d’oro dello sciaddài»), eppure non sconosce le tradizioni e gli usi casalinghi, tanto che l'organizzazione domestica è affidata a lei e al suo lato pragmatico. Attenta e insieme sciolta nel comunicare su più registri linguistici, fin da bambina ha inventato addirittura, col fratello, un linguaggio familiare, il «finzi-continico». Ama la letteratura, soprattutto Emily Dickinson, su cui incentra la sua tesi di laurea, condividendone la natura solitaria ma non senza ironia («Alas Poor Emily», scrive una volta al protagonista parodiando una frase analoga rivolta a Yorick nell'atto 5 scena 1 dell'Amleto shakespeariano), lasciandolo titubante sul proprio effettivo stato d'animo. Sembra assai sicura di sé e possiede forte carisma; ha un carattere molto energico e apparentemente disinvolto «dall’aria così libera, sportiva, moderna (libera, soprattutto!)». Adora i làttimi, piccoli soprammobili di vetro di Murano che colleziona in camera sua. Respinge, insieme con il protagonista narrante, anche l'idea stessa di un futuro insieme, e non solo in una premonizione della tragica fine che toccherà a lei e alla sua famiglia, anzi si dichiara fortemente radicata nel presente, proprio al futuro preferendo «di gran lunga le vierge, le vivace et le bel aujourd'hui»,[7] e ancora più «il passato, ancora di più, il caro, il dolce, il pio passato», peraltro intravedendo in tale qualità una forte affinità, quasi una simbiosi, con il protagonista.
- Alberto: il fratello maggiore di Micòl. Laureando in ingegneria, senza però mai riuscire a portare a termine gli studi, è un esteta che prova una grande ammirazione (a volte ambigua) verso Giampiero Malnate. Si ammala di linfogranuloma maligno e muore nel 1942, un anno prima della deportazione dell'intera famiglia nei lager tedeschi.
- Giampiero Malnate: coetaneo dei protagonisti, proveniente dalla città di Milano, vive da due anni a Ferrara, dove lavora come chimico in uno stabilimento della Montecatini, in attesa di essere trasferito nella sede di Milano. È intimo amico di Alberto, che conosce fin dai tempi in cui frequentavano assieme l'università a Milano. Ha una forte personalità ed è un fervido comunista. Spesso si accendono violente discussioni in materia politica tra lui e il protagonista, di opinioni politiche più moderate, ma del quale diventa un sincero amico. Nel 1941 è arruolato nel CSIR, senza fare mai ritorno.
- Professor Ermanno: il padre di Micòl e Alberto. Nutre una grande stima nei confronti dell'intellettuale, carismatico e intelligente protagonista, al punto da aprirgli le porte della sua casa e della sua biblioteca privata. Criticato dai suoi concittadini come sofisticato e altezzoso, si dimostra in realtà capace di profonde umanità e solidarietà, manifestando un coraggioso atteggiamento sprezzante nei confronti dei compromessi col regime fascista.
- Perotti: il maggiordomo tuttofare della famiglia Finzi-Contini.

## Opere derivate
Cinema
Dal romanzo è stato tratto il film omonimo, diretto da Vittorio De Sica, per il quale Bassani scrisse alcuni dialoghi della sceneggiatura. Dopo l'uscita del film, però, Bassani ritirò la propria firma dalla sceneggiatura a causa di alcune modifiche che erano state fatte senza la sua approvazione e che contrastavano con il suo romanzo.
Radio
Del romanzo sono state realizzate una lettura integrale a più voci negli studi del centro produzione di Torino della Rai, con introduzione di Ernesto Ferrero, e una riduzione radiofonica letta da Sandro Lombardi nel programma Ad alta voce di Radio 3.
Teatro
La New York City Opera ed il National Yiddish Theatre Folksbiene hanno messo in scena dal 27 gennaio 2022 un adattamento operistico di Ricky Ian Gordon (musica) e Michael Korie (libretto), sotto la direzione di James Lowe all'Edmond J. Safra Hall nel Museo del Patrimonio Ebraico di Manhattan.

## Edizioni
- Il giardino dei Finzi-Contini, Collana Supercoralli, Einaudi, 9 febbraio 1962,  p. 293, ISBN 88-06-17435-5.
- Il giardino dei Finzi-Contini, introduzione di Eugenio Montale, Collana Oscar, Mondadori, I ed. 1976,  p. 348.
- Il giardino dei Finzi-Contini, prefazione di Enzo Siciliano, Collana La Medusa.Terza serie, Milano, Mondadori, 1983.
- Il giardino dei Finzi-Contini, a cura di Claudio Toscani, Collana La lettura, Milano, Mondadori, 1990.
- Il giardino dei Finzi-Contini, Collana Classici moderni n.17, Mondadori, 1991 - 27ª ed. 2008,  p. 241, ISBN 88-04-49599-5.
- Il giardino dei Finzi-Contini, letto da Marco Baliani, Emons:audiolibri, 2012, ISBN 88-95703-66-9.

## Intertestualità
- Verso la fine del romanzo, durante una conversazione con Giampiero Malnate, l'io narrante gli racconta di un episodio accaduto poco tempo prima ad un otorinolaringoiatra ferrarese, il dottor Fadigati, accusato di essere omosessuale e suicidatosi per il peso dell'accusa. Athos Fadigati è il protagonista di un altro romanzo di Bassani: Gli occhiali d'oro, del 1958, incentrato proprio su tale vicenda.
- Una questione privata, romanzo di Giuseppe Fenoglio del 1963, mostra affinità alle vicende narrate dal "Giardino" bassaniano, riprese anche nell'opera cinematografica derivata del 2017.
- Bassani, per sua stessa ammissione, è stato ispirato dall'impersonalità narrativa di impronta giornalistica praticata in A sangue freddo (1966) di Truman Capote.[14]